# 一宮西病院
一宮西病院（いちのみやにしびょういん）は社会医療法人杏嶺会が運営する愛知県一宮市にある総合病院である。
2023年（令和5年)7月には南館増築竣工予定である。

## 概要

### 理念
街と人が明るく健康でいられますように。

### 基本方針
24時間365日、いつでもどんな怪我や病気も断らない。
最新の設備と高度な医療技術の提供。
患者さま中心のきめ細かい医療サービスの実践。

## 診療科
- 内科
- 消化器内科
- 血液内科
- 呼吸器内科
- 循環器内科
- 内分泌・糖尿病内科
- 脳神経内科
- リウマチ科
- 小児科
- 外科
- 消化器外科
- 肛門外科
- 乳腺・内分泌外科
- 呼吸器外科
- 心臓血管外科
- 脳神経外科
- 整形外科
- 形成外科
- 耳鼻咽喉科
- 頭頸部外科
- 泌尿器科
- 眼科
- 皮膚科
- 産婦人科
- リハビリテーション科
- 放射線診断科
- 放射線治療科
- 臨床検査科
- 病理診断科
- 麻酔科
- 救急科